# Oxypelta rufopicta
Oxypelta rufopicta är en skalbaggsart som beskrevs av Leon Fairmaire 1905. Oxypelta rufopicta ingår i släktet Oxypelta och familjen Cetoniidae. Inga underarter finns listade i Catalogue of Life.